# Kalahari (districtsbestuursgebied)
Kalahari is een districtsbestuursgebied in het Zuid-Afrikaanse district Kgalagadi.
Kalahari ligt in de provincie Noord-Kaap en telt 6237 inwoners.